# フアン・ソト (野球)
フアン・ホセ・ソト・パチェコ（Juan José Soto Pacheco, 1998年10月25日 - ）は、ドミニカ共和国サントドミンゴ出身のプロ野球選手（外野手）。左投左打。MLBのニューヨーク・メッツ所属。

## 経歴

### プロ入りとナショナルズ時代
2015年、16歳のときにインターナショナル・フリーエージェントとして交渉が解禁された直後の7月にワシントン・ナショナルズと150万ドルで契約してプロ入り。
2016年に傘下のルーキー級ガルフ・コーストリーグ・ナショナルズでプロデビュー。A-級オーバーン・ダブルデイズに所属し、2球団合計で51試合に出場して打率.368、5本塁打、32打点、5盗塁を記録した。
2017年はルーキー級ガルフ・コーストリーグ・ナショナルズとA級ヘイガーズタウン・サンズに所属し、2球団合計で32試合に出場して打率.351、3本塁打、18打点、1盗塁を記録した。
2018年にMLB.comが発表したプロスペクトランキングでは29位、ナショナルズの組織内では2位にランクインした。シーズンでは開幕時はA+級ポトマック・ナショナルズ、5月からはAA級ハリスバーグ・セネターズに所属していた。その後、主力の相次ぐ離脱に伴って5月20日にメジャー契約を結んでアクティブ・ロースター入りした。1998年生まれで初の選手として、同日のロサンゼルス・ドジャース戦でメジャーデビュー。翌日のサンディエゴ・パドレス戦で初めて先発出場を果たすと、第1打席に初安打にして初本塁打を放った。球団史上最年少本塁打となり、MLBでも2012年のブライス・ハーパー以来の10代での本塁打でもある。しかし6月18日のニューヨーク・ヤンキース戦で本塁打を打ち、この試合はサスペンデッドになった5月15日分の試合だったため、記録上の初本塁打はデビュー前の5月15日になるという珍しい事態になった。5月29日のボルチモア・オリオールズ戦では、1989年のケン・グリフィー・ジュニア以来となる19歳での故意四球を受けた。6月13日のヤンキース戦において、史上5番目の若さでマルチ本塁打を放った。7月23日のマイアミ・マーリンズ戦で1898年のジミー・シェッカード以来、120年ぶりの10代での3試合連続本塁打を放った。9月15日のアトランタ・ブレーブス戦では、MLB史上最年少での1試合3盗塁を記録した。最終的に116試合に出場して打率.292、22本塁打、70打点、OPS.923の成績を残した。最終成績でもMLBにおける10代選手として様々な記録を作り、22本塁打はハーパーと並ぶ史上2番目タイ、3度のマルチ本塁打は歴代最多、79四球および複数四球16回も歴代最多、出塁率.406とOPS.923は史上最高である。 ルーキー・オブ・ザ・マンスに3度選ばれた。
オフにはナ・リーグ新人王投票ではロナルド・アクーニャ・ジュニアに次ぐ2位だった。また、日本で開催された2018日米野球にMLB選抜チームの一員として参加した。2本塁打を記録している。
2019年5月24日のマーリンズ戦では1点ビハインドの8回裏に逆転3点本塁打で勝利に貢献した。7月13日のフィラデルフィア・フィリーズ戦では1点ビハインドの9回表二死から逆転2点本塁打で勝利に貢献した。8月24日に史上4人目の20歳以下での通算100長打に到達し、同31日にはナショナルリーグでは63年ぶりとなる20歳以下での30号本塁打を放った。終盤に打率は失速したが、最終成績は150試合の出場で打率.282、34本塁打、110打点、OPS.949、また108四球はリーグ3位だった。ポストシーズンのワイルドカードゲームでは、1-3の8回二死満塁で逆転にして決勝点となる適時打を打った。ロサンゼルス・ドジャースとのディビジョンシリーズ第5戦では8回表に同点本塁打を放ち、チームの勝利およびシリーズ突破に貢献した。ヒューストン・アストロズとのワールドシリーズでは、まず第1戦で好調ゲリット・コールから打った同点となるソロ本塁打を含む3安打、3打点と爆発。王手をかけられた第6戦では、ジャスティン・バーランダーから勝ち越し本塁打を放った。最終第7戦でも2安打、1四球、1打点を記録し、球団史上初のワールドシリーズ優勝に貢献した。自身初のポストシーズンで打率.277、5本塁打、14打点、OPS.927。ポストシーズン5本塁打は21歳以下の歴代最多で、また史上最年少でワールドシリーズ3本塁打を記録した。オフにはMVP投票では9位だった。また、同年から新設されたオールMLBチームのセカンドチーム外野手の1人に選出された。
2020年はCOVID-19の影響で60試合の短縮シーズンとなった。7月23日のヤンキースとの開幕戦直前の数時間前にCOVID-19の検査で陽性反応が確認され、開幕ロースターから外れた。無症状でその後の検査でもすぐ陰性になり、8月5日から復帰。出だしから好調で、同16日にはプレイヤー・オブ・ザ・ウィークに初選出される。9月上旬に左肘痛での5試合欠場もあり出場試合は47試合に留まったが、調子は維持して打率.351で、フレディ・フリーマンに1分差をつけて首位打者を獲得した。21歳での首位打者はピート・ライザーを抜いてリーグ最年少記録であり、MLB全体でも4番目の若さ、ナショナルズ初のことあった。また、出塁率.490、長打率.695、OPS1.185もリーグトップであり、これらは2004年のバリー・ボンズ以降の最高値を記録した。

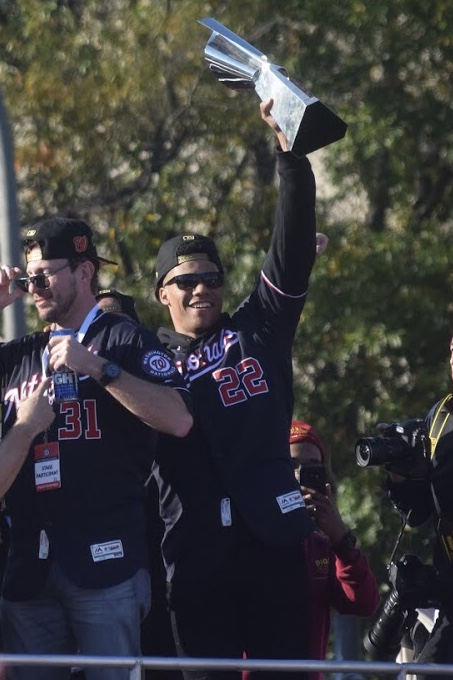
WS優勝パレードでのソト

オフにシルバースラッガー賞を受賞した。MVP投票では5位だった。12月9日にファーストチームとしては自身初めてオールMLBチームのファーストチーム外野手の1人に選出された。
2021年からは正右翼手として起用される。開幕戦で自身初となるサヨナラ安打を記録した。4月21日から約2週間の故障者リスト入りとなった。前半戦は打率.283、11本塁打を記録し、選手間およびコミッショナーオフィス投票で控え野手として自身初となるオールスターゲームに選出された。また、ホームランダービーにも出場し、第1ラウンドでエンゼルスの大谷翔平を再々延長の熱戦の末破った。準決勝でメッツのピート・アロンソに敗れた。オールスターゲームでは5回表から途中出場し、オールスターゲーム初出場を果たした。2四球を選んでいる。ホームランダービー出場がスイング修正となり、後半戦は打率.348、18本塁打、OPS1.164と本領発揮。最終的に151試合の出場で、打率.313（リーグ2位）、29本塁打、95打点、OPS.999（同2位）を記録した。また、145四球は、2004年のボンズ以降でMLB最多記録となり、2018年のハーパーが打ち立てた球団記録も更新。リーグ2位はそのハーパー（99四球）だったが、40差以上のトップは史上6人目である。23敬遠もトップ。三振より四球の多い唯一の選手だった。さらに、出塁率.465もリーグトップで、22歳以下での出塁率トップ複数回は1941年のテッド・ウィリアムズ以来のことである。この要因として、ストライクゾーン外のスイング率がMLB最小（15.1%）だったことがある。オフにシルバースラッガー賞を2年連続で受賞、オールMLBチームのファーストチームに選出された。シーズンMVP投票ではハーパーに次ぐ2位だった。11月23日に2年連続2度目となるオールMLBファーストチームの外野手の1人に選出された。また、ナショナルズから13年総額3億5000万ドルの契約延長オファーを受けたが、これを断った。
2022年4月12日のブレーブス戦で通算100本塁打を達成した。23歳169日での到達は、球団史上最年少、MLB史上8番目の若さだった。5月16日には通算500試合出場に到達したが、この時点で100本塁打、400四球、500安打をクリアしていたのは、テッド・ウィリアムズだけである。

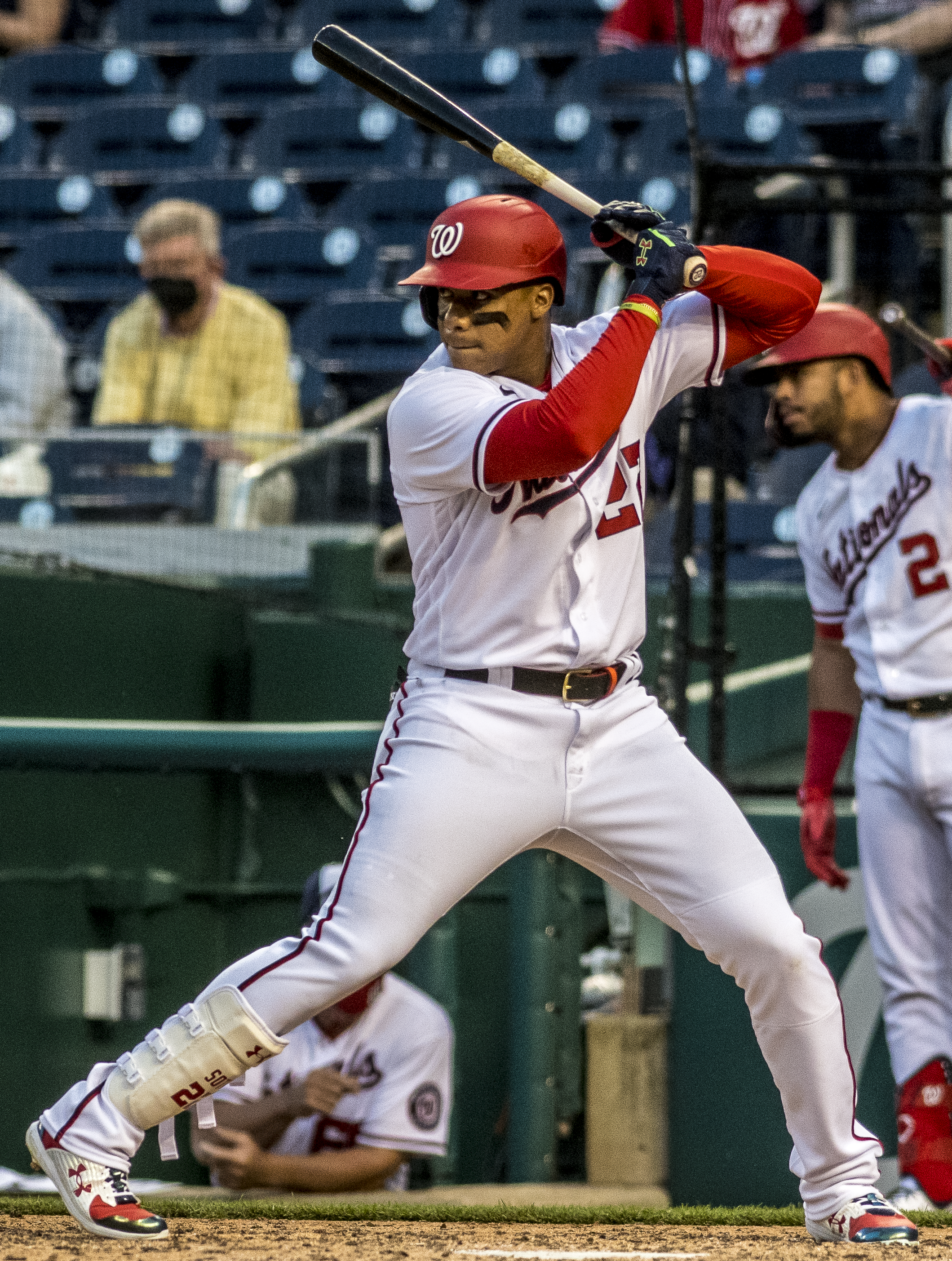
ワシントン・ナショナルズ時代
（2021年4月7日）

2年連続の本塁打競争とオールスターゲームに出場。本塁打競争では、1回戦でホセ・ラミレスを、準決勝では同年で引退を表明していたアルバート・プホルスを、そして決勝ではフリオ・ロドリゲスを破り、優勝を果たした。23歳での優勝は、1993年のフアン・ゴンザレスに次ぐ年少記録であった。オールスターゲームは途中出場した。シーズン中にナショナルズから新たに提示された15年総額4億4400万ドルの契約延長オファーを拒否したが、これは家族からでさえ反対されたという。この行動によりトレードの噂が加熱し、移籍期限直前の本拠地メッツ戦では、観客からスタンディングオベーションを受けた。

### パドレス時代

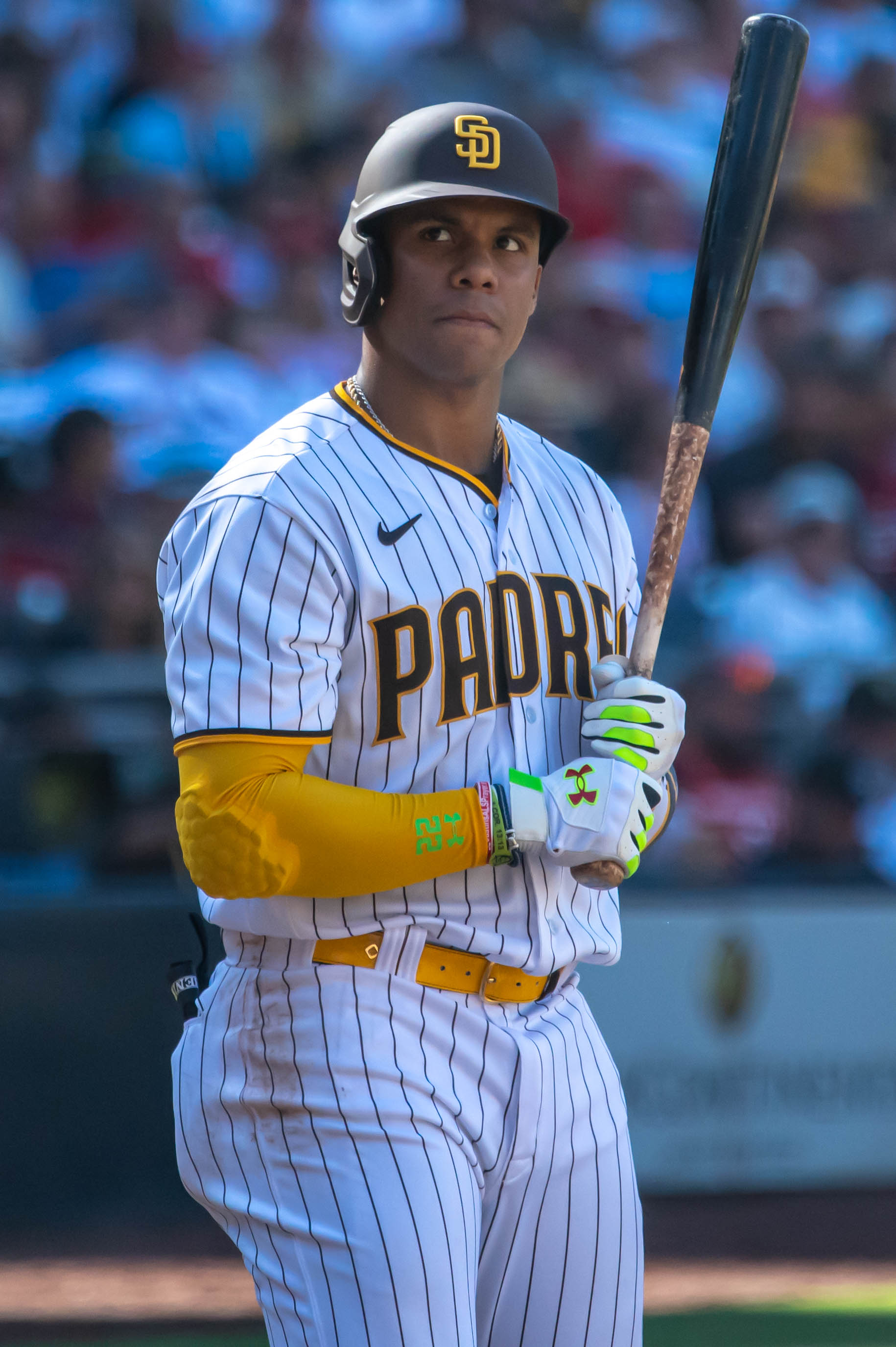
サンディエゴ・パドレス時代
（2022年9月22日）

2022年8月2日にルーク・ボイト、CJ・エイブラムス、マッケンジー・ゴア、ロバート・ハッセル3世、ジェームズ・ウッド、ハーリン・スサナとのトレードで、ジョシュ・ベルと共にサンディエゴ・パドレスへ移籍した。この際、ソトがニック・マルティネスの背番号22を希望したため、マルティネスの背番号が21に変更された。移籍が決まった日は、辛さのあまり午前中ずっと泣いていたという。移籍後は51試合に出場し、打率.240、6本塁打に留まった。9月21日のカーディナルス戦で通算500四球に到達し、これは1906年以降で最速とされる。全体最終成績は、152試合を打率.244、27本塁打、62打点、OPS.853で、打率は自己ワーストに終わった。それでも、135四球はリーグトップだった。オフには守備面ではゴールドグラブ賞の最終候補に残った。また、ザンダー・ボガーツがパドレスへ移籍して正遊撃手を務めることになったため、出場停止処分が明けて正遊撃手として復帰する予定だったフェルナンド・タティス・ジュニアが2023年からは正右翼手として起用されるため、ソトは元々の正左翼手として起用されることになった。
2023年はシーズン開幕前の3月に開催された第5回ワールド・ベースボール・クラシック（WBC）のドミニカ共和国代表に選出された。シーズンでは7月2日に選手間投票で通算3度目となるオールスターゲームに選出された。9月18日に週間MVPを獲得。最終的に162試合に出場して、打率.275、35本塁打、109打点、OPS.930の成績を残し、132四球は両リーグトップだった。

### ヤンキース時代

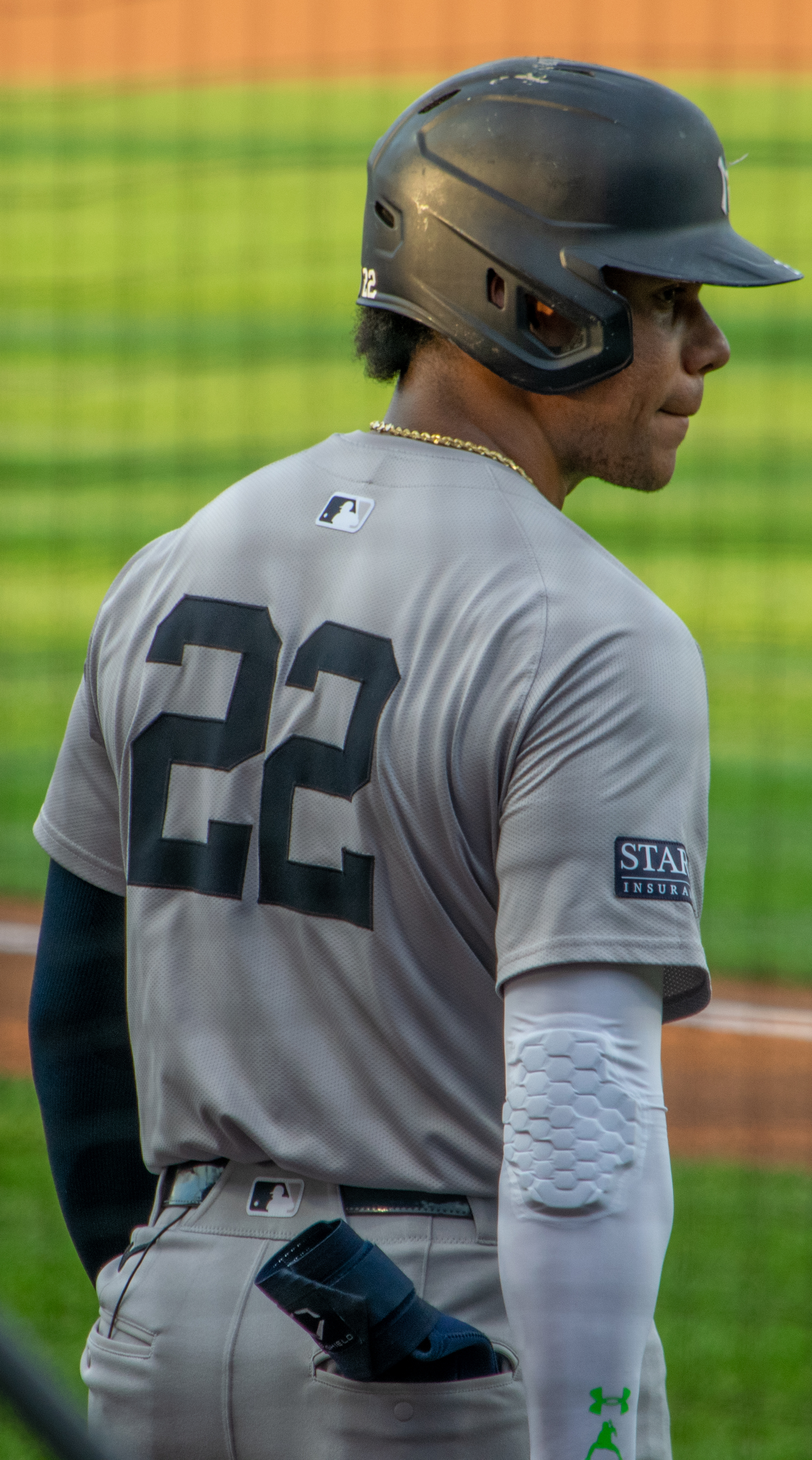
ニューヨーク・ヤンキース時代
（2024年8月18日）

2023年12月6日にマイケル・キング、カイル・ヒガシオカ、ドリュー・ソープ、ランディ・バスケス、ジョニー・ブリートとのトレードで、トレント・グリシャムと共にニューヨーク・ヤンキースへ移籍した。
2024年1月11日に年俸3100万ドル（約45億円）で合意した。FA前の年俸調停の権利を持つ選手としては、大谷翔平の記録（年俸3000万ドル）を抜いて史上最高額となった。
シーズンでは、まず開幕4試合で打率.529、1本塁打、4打点で週間MVPに選出。6月初週にも受賞した。6月20日のボルチモア・オリオールズ戦では通算700四球に到達したが、これは史上最年少の記録であった。前半戦を打率.295、23本塁打で折り返し、オールスターにも選出された。また、8月12日にMLB全球団からの本塁打を達成、8月23日には自身初となる1試合3本塁打を打ったほか、9月17日のシアトル・マリナーズ戦で本塁打を記録したが、これはキャリア通算200本目であると同時に、MLB全球場における本塁打達成となった。最終的に、打率.288、本塁打41本（リーグ3位）、109打点で終え、本塁打はキャリアハイを更新した。129四球、出塁率.419はリーグ2位だった。ポストシーズンでは、ALCS第5戦で同点の10回表に3ランを放ち、ワールドシリーズ進出を決定させるなどチームをけん引し、ワールドシリーズでもチーム唯一の打率3割超え、OPS10割超えの働きを見せたが、孤軍奮闘むなしくチームは敗れた。オフに5年連続のシルバースラッガー賞受賞、3年ぶりのオールMLBチームのファーストチーム選出、MVP投票3位を記録した。また、FAとなった。

### メッツ時代
2024年12月8日にニューヨーク・メッツと15年総額7億6500万ドル（約1147億円）の契約を結んだ。この契約総額は2023年のオフにロサンゼルス・ドジャースと大谷翔平が結んだ10年総額7億ドルを超えて、スポーツ史上最高の契約額となった。単純な年平均金額では大谷の方が高い計算となるが、大谷はほとんどを後払いにしているため実質価値は年平均4610万ドルになる一方、ソトは後払いなしのため年平均5100万ドルとなり、これもMLB史上最高額である。
2025年はシーズン途中の5月14日に翌年3月に開催される第6回WBCにドミニカ共和国代表として出場することを発表した。

## 選手としての特徴
しばしば、テッド・ウィリアムズやジミー・フォックスと比較される。
抜群の打撃センスに加え、広角へ打ち分ける長打力を有する。1年目はデビューから8月半ばまで常時打率3割台を維持し、3試合連続無安打が1度もないように安定した打撃を見せた。2ストライク時には通常より低い姿勢で構えるフォームをとっている。2020年にはナ・リーグ史上最年少で首位打者を獲得し、OPSもリーグトップを記録した。
選球眼に定評があり、2018年のデビュー以来、2024年現在まで出塁率は4割を切ったシーズンが無いほどである。新人年の79四球（494打席）は10代選手の歴代最多記録で、2位の60四球（567打席）（ウィル・スモーリー、1890年）と差をつけている。また、FA前の2024年までに769四球を記録し、ミッキー・マントルが持つ26歳未満の通算四球数記録（668四球）を67年ぶりに更新した。極めて特異なこの選球眼が生み出す高出塁率に長打力を加わり、打撃の質と量の両面においてFA歴史上でも屈指の実績を誇る打者と評価された。
守備では2019年シーズン後に左翼手としてゴールドグラブ賞の最終選考に残ったが、マイナーリーグ時代のメインポジションである右翼手としてプレーすることを希望している。

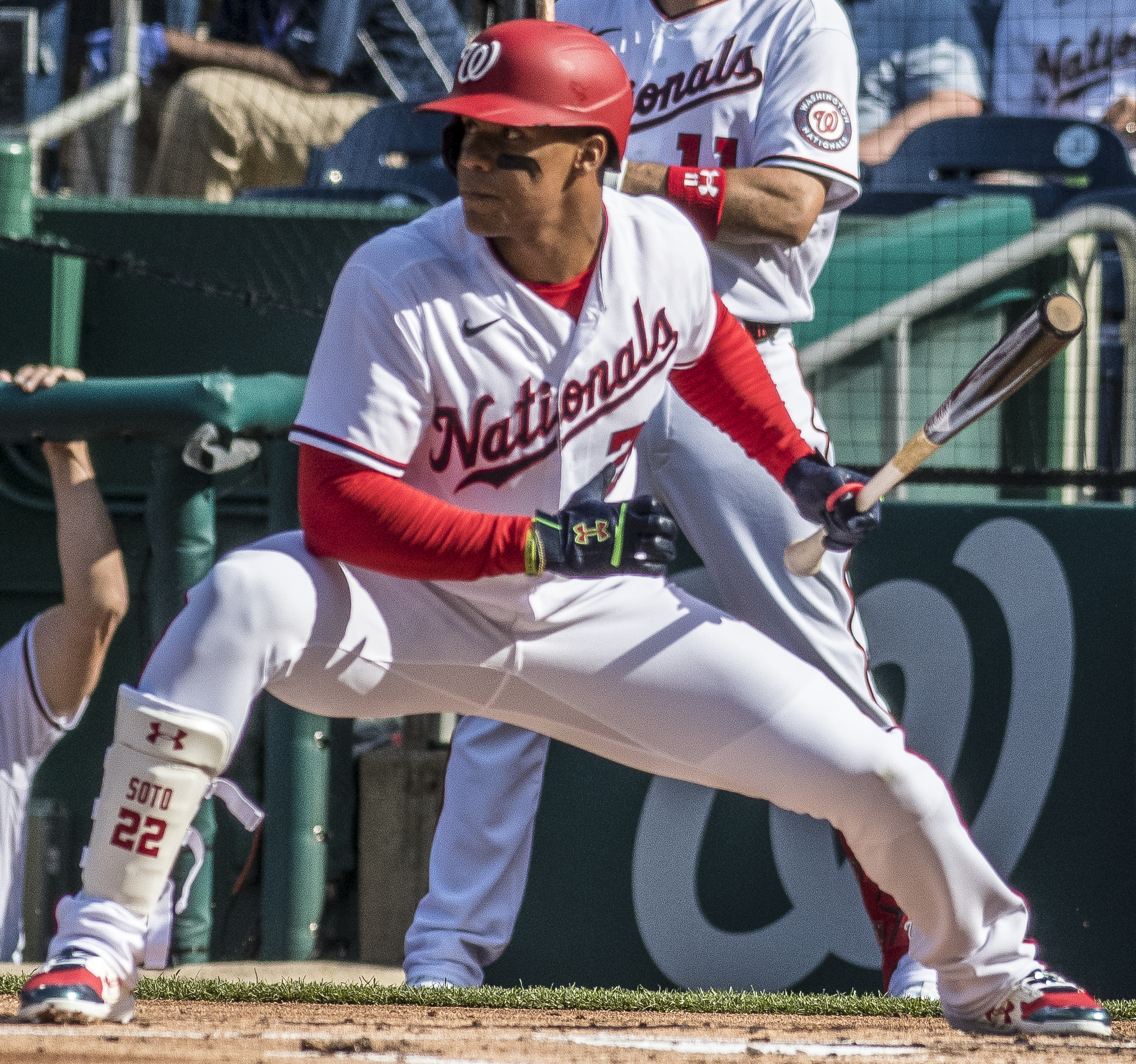
"ソト・シャッフル"するソト

打席でのルーティンとして、ボックス内で投手を見ながら足を摺るように動かす「ソト・シャッフル」がある。マイナーリーグでこのルーティンを始めたのは「投手が怖がることがあるので、投手の心に入り込むため」だという。

## 人物
少年時代に憧れていたのはロビンソン・カノで、現在の背番号「22」は彼に因む。
かつてナショナルズなどに所属したクリスチャン・グーズマンは叔父にあたる。

## 詳細情報

### 年度別打撃成績
| 年 度    | 球 団    | 試 合 | 打 席 | 打 数 | 得 点 | 安 打 | 二 塁 打 | 三 塁 打 | 本 塁 打 | 塁 打 | 打 点 | 盗 塁 | 盗 塁 死 | 犠 打 | 犠 飛 | 四 球 | 敬 遠 | 死 球 | 三 振 | 併 殺 打 | 打 率 | 出 塁 率 | 長 打 率 | O P S |
| -------- | -------- | ----- | ----- | ----- | ----- | ----- | -------- | -------- | -------- | ----- | ----- | ----- | -------- | ----- | ----- | ----- | ----- | ----- | ----- | -------- | ----- | -------- | -------- | ----- |
| 2018     | WSH      | 116   | 494   | 414   | 77    | 121   | 25       | 1        | 22       | 214   | 70    | 5     | 2        | 1     | 0     | 79    | 10    | 0     | 99    | 9        | .292  | .406     | .517     | .923  |
| 2019     | WSH      | 150   | 659   | 542   | 110   | 153   | 32       | 5        | 34       | 297   | 110   | 12    | 1        | 0     | 6     | 108   | 3     | 3     | 132   | 11       | .282  | .401     | .548     | .949  |
| 2020     | WSH      | 47    | 196   | 154   | 39    | 54    | 14       | 0        | 13       | 107   | 37    | 6     | 2        | 0     | 0     | 41    | 12    | 1     | 28    | 1        | .351  | .490     | .695     | 1.185 |
| 2021     | WSH      | 151   | 654   | 502   | 111   | 157   | 20       | 2        | 29       | 268   | 95    | 9     | 7        | 0     | 5     | 145   | 23    | 2     | 93    | 23       | .313  | .465     | .534     | .999  |
| 2022     | WSH      | 101   | 436   | 342   | 62    | 84    | 17       | 1        | 21       | 166   | 46    | 6     | 2        | 0     | 0     | 91    | 4     | 3     | 62    | 11       | .246  | .408     | .485     | .893  |
| 2022     | SD       | 52    | 228   | 182   | 31    | 43    | 8        | 1        | 6        | 71    | 16    | 0     | 0        | 0     | 0     | 44    | 2     | 1     | 34    | 1        | .236  | .388     | .390     | .778  |
| '22計    | SD       | 153   | 664   | 524   | 93    | 127   | 25       | 2        | 27       | 237   | 62    | 6     | 2        | 0     | 0     | 135   | 6     | 4     | 96    | 12       | .242  | .401     | .452     | .853  |
| 2023     | SD       | 162   | 708   | 568   | 97    | 156   | 32       | 1        | 35       | 295   | 109   | 12    | 5        | 1     | 5     | 132   | 11    | 2     | 129   | 18       | .275  | .410     | .519     | .929  |
| 2024     | NYY      | 157   | 713   | 576   | 128   | 166   | 31       | 4        | 41       | 328   | 109   | 7     | 4        | 0     | 4     | 129   | 2     | 4     | 119   | 10       | .288  | .419     | .569     | .988  |
| MLB：7年 | MLB：7年 | 936   | 4088  | 3280  | 655   | 934   | 179      | 15       | 201      | 1746  | 592   | 57    | 23       | 2     | 20    | 769   | 67    | 16    | 696   | 84       | .285  | .421     | .532     | .953  |

- 2024年度シーズン終了時
- 各年度の太字はリーグ最高

### 年度別打撃成績所属リーグ内順位
| 年 度 | 年 齢 | リ ｜ グ   | 打 率 | 安 打 | 二 塁 打 | 三 塁 打 | 本 塁 打 | 打 点 | 盗 塁 | 四 球 | 出 塁 率 |
| ----- | ----- | ---------- | ----- | ----- | -------- | -------- | -------- | ----- | ----- | ----- | -------- |
| 2018  | 20    | ナ・リーグ | -     | -     | -        | -        | -        | -     | -     | 10位  | -        |
| 2019  | 21    | ナ・リーグ | -     | -     | -        | -        | -        | 9位   | -     | 3位   | 5位      |
| 2020  | 22    | ナ・リーグ | 1位   | -     | -        | -        | -        | -     | -     | 4位   | 1位      |
| 2021  | 23    | ナ・リーグ | 2位   | 10位  | -        | -        | -        | 10位  | -     | 1位   | 1位      |
| 2022  | 24    | ナ・リーグ | -     | -     | -        | -        | -        | -     | -     | 1位   | 3位      |
| 2023  | 25    | ナ・リーグ | -     | -     | -        | -        | 10位     | 3位   | -     | 1位   | 2位      |
| 2024  | 26    | ア・リーグ | 9位   | 10位  | -        | -        | 3位      | 4位   | -     | 2位   | 2位      |

- -は10位未満（打率は規定打席未到達の場合も-と表記）

### ポストシーズン打撃成績
| 年 度     | 球 団     | シ リ ｜ ズ | 試 合 | 打 席 | 打 数 | 得 点 | 安 打 | 二 塁 打 | 三 塁 打 | 本 塁 打 | 塁 打 | 打 点 | 盗 塁 | 盗 塁 死 | 犠 打 | 犠 飛 | 四 球 | 敬 遠 | 死 球 | 三 振 | 併 殺 打 | 打 率 | 出 塁 率 | 長 打 率 | O P S |
| --------- | --------- | ----------- | ----- | ----- | ----- | ----- | ----- | -------- | -------- | -------- | ----- | ----- | ----- | -------- | ----- | ----- | ----- | ----- | ----- | ----- | -------- | ----- | -------- | -------- | ----- |
| 2019      | WSH       | NLWC        | 1     | 4     | 4     | 0     | 1     | 0        | 0        | 0        | 1     | 2     | 0     | 0        | 0     | 0     | 0     | 0     | 0     | 2     | 0        | .250  | .250     | .250     | .500  |
| 2019      | WSH       | NLDS        | 5     | 22    | 18    | 4     | 5     | 0        | 0        | 2        | 11    | 4     | 0     | 0        | 0     | 0     | 3     | 1     | 1     | 4     | 0        | .278  | .409     | .611     | 1.020 |
| 2019      | WSH       | NLCS        | 4     | 17    | 16    | 2     | 3     | 1        | 0        | 0        | 4     | 1     | 0     | 0        | 0     | 0     | 1     | 0     | 0     | 7     | 0        | .188  | .235     | .250     | .485  |
| 2019      | WSH       | WS          | 7     | 32    | 27    | 6     | 9     | 2        | 0        | 3        | 20    | 7     | 1     | 0        | 0     | 0     | 5     | 1     | 0     | 8     | 0        | .333  | .438     | .741     | 1.178 |
| 2022      | SD        | NLWC        | 3     | 14    | 12    | 0     | 4     | 0        | 0        | 0        | 4     | 2     | 0     | 1        | 1     | 0     | 1     | 0     | 0     | 2     | 0        | .333  | .385     | .333     | .718  |
| 2022      | SD        | NLDS        | 4     | 17    | 16    | 3     | 3     | 1        | 0        | 0        | 4     | 1     | 1     | 0        | 0     | 0     | 1     | 0     | 0     | 3     | 0        | .188  | .235     | .250     | .485  |
| 2022      | SD        | NLCS        | 5     | 21    | 18    | 4     | 4     | 1        | 0        | 2        | 11    | 4     | 0     | 0        | 0     | 0     | 2     | 0     | 1     | 5     | 0        | .222  | .333     | .611     | .944  |
| 2024      | NYY       | ALDS        | 4     | 18    | 14    | 1     | 4     | 1        | 0        | 0        | 5     | 2     | 0     | 0        | 0     | 1     | 3     | 0     | 0     | 4     | 0        | .286  | .389     | .357     | .746  |
| 2024      | NYY       | ALCS        | 5     | 23    | 19    | 5     | 7     | 1        | 0        | 3        | 17    | 6     | 0     | 0        | 0     | 0     | 4     | 1     | 0     | 3     | 0        | .368  | .478     | .895     | 1.373 |
| 2024      | NYY       | WS          | 5     | 23    | 16    | 6     | 5     | 1        | 0        | 1        | 9     | 1     | 0     | 0        | 0     | 0     | 7     | 1     | 0     | 2     | 1        | .313  | .522     | .563     | 1.084 |
| 出場：3回 | 出場：3回 | 出場：3回   | 43    | 191   | 160   | 31    | 45    | 8        | 0        | 11       | 86    | 30    | 2     | 1        | 1     | 1     | 27    | 4     | 2     | 40    | 1        | .281  | .389     | .538     | .927  |

- 2024年度シーズン終了時

### WBCでの打撃成績
| 年 度 | 代 表          | 試 合 | 打 席 | 打 数 | 得 点 | 安 打 | 二 塁 打 | 三 塁 打 | 本 塁 打 | 塁 打 | 打 点 | 盗 塁 | 盗 塁 死 | 犠 飛 | 四 球 | 敬 遠 | 死 球 | 三 振 | 併 殺 打 | 打 率 | 出 塁 率 | 長 打 率 |
| ----- | -------------- | ----- | ----- | ----- | ----- | ----- | -------- | -------- | -------- | ----- | ----- | ----- | -------- | ----- | ----- | ----- | ----- | ----- | -------- | ----- | -------- | -------- |
| 2023  | ドミニカ共和国 | 4     | 18    | 15    | 6     | 6     | 3        | 0        | 2        | 15    | 3     | 0     | 0        | 0     | 3     | 0     | 0     | 3     | 0        | .400  | .500     | 1.000    |

### 年度別守備成績
| 年 度 | 球 団 | 左翼（LF） | 左翼（LF） | 左翼（LF） | 左翼（LF） | 左翼（LF） | 左翼（LF） | 右翼（RF） | 右翼（RF） | 右翼（RF） | 右翼（RF） | 右翼（RF） | 右翼（RF） |
| 年 度 | 球 団 | 試 合      | 刺 殺      | 補 殺      | 失 策      | 併 殺      | 守 備 率   | 試 合      | 刺 殺      | 補 殺      | 失 策      | 併 殺      | 守 備 率   |
| ----- | ----- | ---------- | ---------- | ---------- | ---------- | ---------- | ---------- | ---------- | ---------- | ---------- | ---------- | ---------- | ---------- |
| 2018  | WSH   | 114        | 207        | 4          | 2          | 2          | .991       | -          | -          | -          | -          | -          | -          |
| 2019  | WSH   | 150        | 273        | 0          | 2          | 0          | .993       | -          | -          | -          | -          | -          | -          |
| 2020  | WSH   | 36         | 56         | 1          | 0          | 0          | 1.000      | 6          | 8          | 0          | 0          | 0          | 1.000      |
| 2021  | WSH   | -          | -          | -          | -          | -          | -          | 144        | 295        | 5          | 6          | 1          | .980       |
| 2022  | WSH   | -          | -          | -          | -          | -          | -          | 99         | 192        | 2          | 2          | 0          | .990       |
| 2022  | SD    | -          | -          | -          | -          | -          | -          | 52         | 112        | 1          | 1          | 0          | .991       |
| '22計 | SD    | -          | -          | -          | -          | -          | -          | 151        | 304        | 3          | 3          | 0          | .990       |
| 2023  | SD    | 154        | 254        | 10         | 3          | 2          | .989       | -          | -          | -          | -          | -          | -          |
| 2024  | NYY   | 6          | 13         | 1          | 0          | 0          | 1.000      | 145        | 289        | 9          | 2          | 1          | .993       |
| MLB   | MLB   | 460        | 803        | 16         | 7          | 4          | .992       | 446        | 896        | 17         | 11         | 2          | .988       |

- 2024年度シーズン終了時
- 各年度の太字はリーグ最高

### タイトル
- 首位打者：1回（2020年）

### 表彰
- ベーブ・ルース賞：1回（2019年）
- シルバースラッガー賞（外野手部門）：5回（2020年 - 2024年）
- ルーキー・オブ・ザ・マンス：3回（2018年6月・7月・9月）
- プレイヤー・オブ・ザ・ウィーク：2回（2020年8月16日、2023年9月17日）
- オールMLBチーム[82]
  - ファーストチーム（外野手）：3回（2020年、2021年、2024年）
  - セカンドチーム（外野手）：1回（2019年）

### 記録
- MLBオールスターゲーム選出：4回（2021年、2022年、2023年、2024年）
- Topps ルーキーオールスターチーム（英語版）：外野手部門（2018年）
- ホームランダービー優勝：1回（2022年）

### 背番号
- 22（2018年 - ）

### 代表歴
- 2023 ワールド・ベースボール・クラシック・ドミニカ共和国代表